# Wilhelm Dröscher

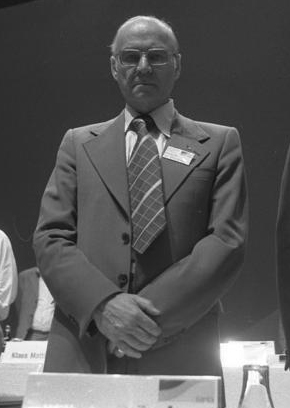
Wilhelm Dröscher (1976)

Wilhelm Dröscher (* 7. Oktober 1920 in Kirn; † 18. November 1977 in Hamburg) war ein deutscher Politiker (SPD). Er war von 1957 bis 1971 Mitglied des Deutschen Bundestages und von 1965 bis 1971 Mitglied des Europäischen Parlaments. Anschließend war Dröscher bis 1975 Vorsitzender der SPD-Fraktion im rheinland-pfälzischen Landtag sowie von 1970 bis zu seinem Tod Landesvorsitzender der SPD Rheinland-Pfalz. Ab 1974 war er Vorsitzender des Bundes der Sozialdemokratischen Parteien der EG, ab 1975 Schatzmeister der Bundes-SPD. Im Alter von 57 Jahren starb er während des Hamburger SPD-Bundesparteitages von 1977.

## Leben

### Familie
Dröscher wurde in Kirn im Weinbaugebiet Nahe in der Rheinprovinz geboren. Sein aus Kirn stammender Vater Wilhelm Dröscher sen., geboren 1880, war evangelischer Konfession, seine Mutter Frieda geb. Suchonitzki, geboren 1898, war Jüdin. Die Eltern heirateten 1919 in Suwałki in der Nähe von Białystok in Polen. Dort hatte der Vater als Besatzungssoldat während und noch nach dem Ende des Ersten Weltkriegs ein Sägewerk geleitet. Im August 1919 kehrte er nach Deutschland zurück und brachte seine Frau mit. In der Zeit des Nationalsozialismus galten die vier Kinder der Familie als „Halbjuden“; die Mutter überlebte den Holocaust, weil sie mit einem Nichtjuden verheiratet war.
Wie sein Vater war Dröscher jun. evangelisch. Mit seiner Ehefrau Lydia hatte er sechs Kinder. Sein Sohn Peter Wilhelm Dröscher (1946–2020) gehörte für die SPD von 1996 bis 2014 dem rheinland-pfälzischen Landtag an, seine Tochter Dorothee Giani-Dröscher (1947–2010) bekleidete verschiedene Funktionen innerhalb der Partei und war verheiratet mit Paul Leo Giani, der Sohn Michael Dröscher (* 1949) ist Professor für Chemie und war 2005/06 Vorsitzender der Deutschen Bunsen-Gesellschaft sowie 2010/11 Präsident der Gesellschaft Deutscher Chemiker.

### Ausbildung, Militärzeit und Beruf
Dröscher machte nach dem Volksschulbesuch eine kaufmännische Lehre und arbeitete bis zum Beginn des Zweiten Weltkrieges als Angestellter bei den Kirner Hartsteinwerken (heute Südwestdeutsche Hartsteinwerke).
Seiner jüdischen Mutter wegen war Dröscher in der deutschen Wehrmacht, in der er seit 1939 diente, zunächst von Führungsaufgaben ausgeschlossen. Als sich 1943 die militärische Niederlage Deutschlands abzeichnete, wurde er mit einer Sondergenehmigung Adolf Hitlers zum Offizier befördert. Als Soldat wurde er mehrfach verwundet und geriet in Kriegsgefangenschaft. Er wurde mit dem Eisernen Kreuz II. und I. Klasse sowie dem Deutschen Kreuz in Gold ausgezeichnet. Sein letzter Dienstgrad war Oberleutnant.
Von 1945 bis 1948 arbeitete er in einem Sägewerk. Von 1953 bis 1957 ließ er sich in der Verwaltungsakademie Rheinland-Pfalz zum Verwaltungsfachmann ausbilden.

## Politik

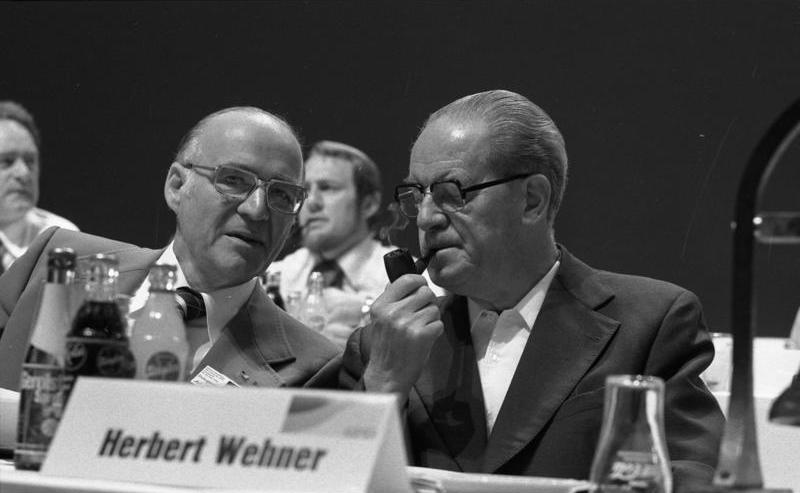
Wilhelm Dröscher (links) mit Herbert Wehner 1976 in Dortmund

### Partei
Dröschers politische Laufbahn begann 1946 mit dem Eintritt in die KPD. 1949 trennte er sich von dieser Partei und trat in die SPD ein. Er wurde Vorsitzender des Kreisverbands Kreuznach, 1956 des Unterbezirks Nahe-Hunsrück und ab 1967 des Bezirks Rheinland-Hessen-Nassau. 1970 übernahm er den Vorsitz der rheinland-pfälzischen SPD und behielt das Amt bis zu seinem Tode. Bei den Landtagswahlen 1971 und 1975 war Dröscher Spitzenkandidat seiner Partei, unterlag aber beide mal dem Amtsinhaber Helmut Kohl (CDU).
1973 wurde er in Parteivorstand und Präsidium der Bundes-SPD gewählt und wurde Vorsitzender der Geschäftskommission beim Parteivorstand. 1974 wählte ihn der Bund der Sozialdemokratischen Parteien der Europäischen Gemeinschaft zu seinem Präsidenten. Ab 1975 bekleidete er in der SPD das Amt des Bundesschatzmeisters.

### Abgeordneter
Von 1946 bis 1948 saß Dröscher für die KPD im Stadtrat von Kirn. Nach seinem Wechsel zur SPD war Dröscher von 1955 bis 1957 Landtagsabgeordneter in Rheinland-Pfalz, von 1957 bis zum 12. Oktober 1971 Mitglied des Deutschen Bundestages. Vom 9. Dezember 1965 bis zum 12. Oktober 1971 gehörte er auch dem (damals noch indirekt gewählten) Europäischen Parlament an. Von 1971 bis zu seinem Tode war er erneut Mitglied des Landtages und als Fraktionsvorsitzender seiner Partei bis zum 31. Dezember 1975 Oppositionsführer gegen die Regierung Kohl.

### Öffentliche Ämter
1949 wurde Dröscher Amtsbürgermeister von Kirn-Land und übte dieses Amt bis 1967 aus.

## Ehrungen
Zum Andenken an Dröscher, der zu Lebzeiten als der „gute Mensch von Kirn“ galt, wurde am 25. November 1977 (eine Woche nach Dröschers Tod) von der SPD die Wilhelm-Dröscher-Stiftung gegründet, welche die Rechtsform gemeinnütziger Verein trägt. Die Stiftung soll soziale Hilfe für Menschen in SPD-Ortsvereinen leisten. Die Witwe Lydia Dröscher hatte von 1977 bis 1987 den Vorsitz inne, dann übernahm ihr Schwiegersohn Paul Leo Giani das Amt, das er bis 2009 ausübte. Rudolf Scharping und Adolf Schwenk waren Stellvertreter. Seit 2010 ist Sohn Michael Dröscher Vorsitzender.
1982 wurde von der SPD der Wilhelm-Dröscher-Preis gestiftet, der alle zwei Jahre jeweils zum SPD-Bundesparteitag vergeben wird und von einer Ausstellung begleitet wird. Der Preis ist mit 15.000 € dotiert. Die damalige Anregung dazu kam von Willy Brandt und Peter Glotz. Der Preis würdigt „die Arbeit von ideenreichen Organisationsgliederungen, Initiativen, Arbeitsgemeinschaften, Arbeitsgruppen und Netzwerken der SPD“. Klaus Wettig kritisierte 2019, dass die Ideen, die mit dem Preis prämiert werden, keine allgemeine Nachahmung in der SPD fänden. Vieles, was lokal bezogen sei, könne für eine Erneuerung der SPD von der gesamten Partei beispielhaft genutzt werden.
Der SPD-Landesverband Rheinland-Pfalz verleiht die Wilhelm-Dröscher-Plakette.
Nach Dröscher wurden u. a. benannt:
- in Kirn das Wilhelm-Dröscher-Haus, das ehemalige Amtsgericht, in dem seit 1977 u. a. die Altentagesstätte der Arbeiterwohlfahrt und seit 1998 der Betreuungsverein der AWO untergebracht sind[8]
- in Kirn die Wilhelm-Dröscher-Schule, eine Förderschule für Lernbehinderte (1994)[9]
- in Birkenfeld die Wilhelm-Dröscher-Straße (1987 im Beisein von Dröschers Witwe)